# Geoinformatik
Die Geoinformatik ist die Lehre vom Wesen und der Funktion raumbezogener Informationen (Geoinformation), also digitalen Informationen, die sich auf die Erde beziehen. Konkret beschäftigt sie sich mit der Erfassung, Verarbeitung, Analyse und (kartographischen) Präsentation von Geodaten. Dazu gehören Bereiche wie Geographische Informationssysteme (GIS), Navigationssysteme (u. a. GPS), die Vernetzung von Geodaten (über Internet mit Web-GIS und Geodateninfrastrukturen) oder die Fernerkundung.
Allen Anwendungen der Geoinformatik gemeinsam ist ihr Bezug auf räumliche Fragestellungen und damit zur Grundfrage „Wo?“ Dies führt zu einem breiten Spektrum an Anwendungsmöglichkeiten, etwa in der Raumplanung, Standortplanung, Mobilitätsplanung, beim autonomen Fahren oder im Katastrophenschutz. Sie ist eine eigenständige Disziplin in der Schnittstelle zwischen Geographie (und weiteren Raumwissenschaften), Geodäsie und Informatik. Die industrielle Dimension wird (in Analogie zu Informatik und IT) als GeoIT bezeichnet, da die Anzahl der Endnutzer z. B. der Navigation praktisch jeden Verbraucher umfasst.

## Begriff und Geschichte
Für die Disziplin der Geoinformatik gibt es viele Bezeichnungen, was etwas Verwirrung stiften kann. Synonym für Geoinformatik verwendet werden die Begriffe Geographische Informationswissenschaft, Geoinformationswesen oder Geoinformationstechnik. Diese haben sich im deutschsprachigen Raum laut Ehlers und Schiewe jedoch nicht wirklich durchgesetzt. Auch wird häufig der Begriff GIS mit der Geoinformatik gleichgesetzt, obwohl es sich dabei nur um ein Werkzeug (wobei es sicher das Hauptwerkzeug ist) handelt. Dies liegt daran, dass GIS bereits in den 1960er und 1970er Jahren entwickelt wurden und sich erst später zu einer Wissenschaft entwickelt haben. Die Geschichte zeigt auch den Unterschied zur Kartographie, obwohl es natürlich auch Überschneidungspunkte gibt. Das erste GIS, das Canadian Geographic Information System, wurde vom Geographen Roger Tomlinson (der auch als „Vater der GIS“ bezeichnet wird) erfunden, um Geodaten systematisch zu verwalten und auszuwerten. Die Kartographie hatte jedoch schon immer das Ziel, Geoinformationen und die Erde auf Karten (auch künstlerisch) darzustellen.
Der etwas weniger etablierte Begriff Geomatik wird von einigen Autoren synonym verwendet, andere Autoren betonen bei der Geomatik eher die technische Ausrichtung in Richtung Geodäsie. Dies wird auch im Berufsbild des Geomatikers ersichtlich, der in erster Linie ein Geodät mit Fokus auf digitalen Informationsprozessen ist. Der Begriff kommt aus dem Französischen und hat sich im Deutschen verselbstständigt.
Im Englischen gibt es zwar auch den Begriff Geoinformatics, es wird jedoch eher auf den Begriff Geographic Information Science oder GIScience zurückgegriffen. In den 1990er Jahren wurde von verschiedenen Seiten, insbesondere von Michael Goodchild, die Forderung erhoben, das Akronym GIS nicht länger für „Geographic Information System“ zu verwenden, sondern für „Geographic Information Science“. Damit sollte der Schritt von einer Technologie zu einer eigenständigen Disziplin vollzogen werden. Auch Ehlers und Schiewe oder de Lange argumentieren, dass sich die Geoinformatik ausgehend von Geographischen Informationssystemen zu einer eigenständigen Wissenschaft mit eigenen Konzepten und Anwendungen entwickelt hat.
In jüngerer Zeit (20er Jahre) ist mit Spatial Data Science auch ein neuer Begriff aufgetaucht, der den Raumbezug bei Datenauswertungen betont, aber damit grundsätzlich die gleichen Prinzipien der Geoinformatik verfolgt und dessen Auftauchen auf die schlagartige Verwendung des Mutterbegriffs Data Science zurückzuführen ist.

## Inhalte
Goodchild identifiziert neun Forschungsbereiche in der Geoinformatik, die jeweils spezifische intellektuelle und wissenschaftliche Fragestellungen behandeln. Diese Bereiche umfassen die Datenerhebung und -messung, räumliche Statistik, Datenmodellierung, Datenstrukturen und -speicherung, Algorithmen und Prozessierung, die Darstellung räumlicher Daten, analytische Werkzeuge (Software), Entscheidungsfindungen und Risikoanalyse mithilfe räumlicher Daten sowie Interpretation und Wahrnehmung räumlicher Daten. Er vertritt die Auffassung, dass die geographische Komponente (der Raumbezug der Daten) in allen Bereichen neue Herausforderungen und Perspektiven hervorbringt und sie damit einzigartig macht.
Die Geoinformatik lässt sich als vergleichsweise angewandte Wissenschaft charakterisieren. Von grundlegender Bedeutung sind die Erfassung, Modellierung und Analyse von Geoinformationen, die Visualisierung, Kommunikation und Präsentation von Geoinformationen sowie die internetbasierte Verbreitung der Geoinformationen. In diesen Anwendungskontexten ist die Beschäftigung mit der GeoIT-Industrie (z. B. Google Maps, Planet Labs, TomTom), Volunteered Geographic Information (über OpenStreetMap) und staatlichen Diensten (z. B. Kataster oder OGD-Initiativen wie Copernicus) von Relevanz. Die Aufgabenstellung umfasst zudem die Entwicklung von Geodatenhaltungskomponenten, Software und weiteren Computerprogrammen für die Speicherung (Geodatenmanagement) sowie die Auswertung von Geoinformationen. Auch neue Entwicklungen wie das autonome Fahren und dafür notwendige Kartenlösungen, die mobile Nutzung von Standort- und Geodaten (Location Based Service oder Location-based Games), die dreidimensionale Nachbildung der realen Welt (Digitaler Zwilling, BIM) sowie die fortschreitende Digitalisierung und Vernetzung der realen Welt (Smart-City-Konzepte, smarte Energiewende) gehören zum Aufgabenbereich.
Heute sind wesentliche Teilbereiche der Geoinformatik u. a.:
- Angewandte Informatik (Mobile Computing, Computergrafik)
- Bildverarbeitung
- Fernerkundung
- Geosemantik
- Ingenieurmathematik
- Internet-Technologien
- Kartografie
- Photogrammetrie
- Raumbezugssysteme (Koordinatenreferenzsysteme)
- GeoIT-Komponenten und Standards
- Urheberrecht
- Vermessung
- Geokommunikation

Anwendungsgebiete der Geoinformatik nach Ehlers sind:
- Anlagenmanagement, Versorgungsnetzwerke
- Business Geomatics (eMarketing, Planung, Verkauf); Geomarketing
- 3D-Visualisierung, Augmented Reality
- E-Commerce, elektronische Immobilienverwaltung
- Geodatendienste (Webservices, SDI)
- Gesundheitswissenschaften (epidemiologische Analysen, Public Health)
- Integriertes Verkehrsmanagement (Verkehrsnavigation, Scheduling)
- Kartendesign und -produktion, Kataster
- Management natürlicher Ressourcen und Landnutzung
- Mobile Location Based Apps (LBA), Location Based Services
- Öffentliche Planung und Entwicklung
- Risiko-Prüfung (Katastrophen, anthropogene/natürliche Gefährdung)
- Standortanalyse und -planung
- Telekommunikationsplanung
- Umweltstudien und -verträglichkeit

## Studium
Unterschieden wird zwischen eigenständigen Studiengängen und Kombinationen mit anderen Teilgebieten, wie Informatik, Geodäsie und Geografie. Das Studium wird als Bachelor-, Master- und Postgraduales Studium an Fachhochschulen und Universitäten angeboten.
Ein wichtiger Inhalt ist der Entwurf und die Entwicklung von GeoIT-Software-Komponenten, um z. B. Verbraucher-Navigation, aber auch Fachanwendungen wie Autonomes Fahren oder klassische Kataster zu unterstützen. Daher stellen viele Studiengänge eine Kombination mit anderen Fachrichtungen als Bindestrich-Fach dar. Die Studiengänge und Standorte können anhand dieses o. g. Bezugs zu anderen Fachgebieten deutlich unterschieden werden.
Das Studium der Geoinformatik stellt also zumeist eine Schnittmenge von Informatik, Geodäsie (Geodäsiestudium) bzw. dem Geographiestudium dar. Als Wissenschaft ist die Geoinformatik ausgesprochen interdisziplinär und verbindet u. a. mehrere Geowissenschaften, die Raumplanung oder Teile von Biologie und Umweltschutz. Als angewandte Informatik verknüpft sie Informatik mit erdwissenschaftlichen und technischen Disziplinen. Seit dem Markteintritt von Google Maps und der Entwicklung von OpenStreetMap stehen auch die Endverbraucher direkt oder indirekt über Web und Apps im Fokus.

### Master
In vier Semestern lernt man unter anderem:
- Die (möglichst automatisierte) Verarbeitung, Analyse und Verwaltung von Geodaten,
- Die kartographische, mediale oder interaktive Gestaltung und Präsentation der Daten unter Berücksichtigung von Prinzipien des Mediendesigns oder des Storytellings
- Das Durchführen von geographischen Analysen und die Anwendung auf Problemstellungen und andere wissenschaftliche Disziplin (etwa im Bereich Geomarketing oder in der Stadtplanung)

- GeoIT (LBA, GDI, GIS), davon abgeleitete Fachinformationssysteme und Geodatenbanken
- Interoperabilität von Geodaten, Lizenzen (z.B als Open Government Data), Dateiformate, Standards und Normen (z. B. im Zuge des Open Geospatial Consortium)
- Aufbau von Geodateninfrastrukturen, wie zum Beispiel OpenStreetMap und EU INSPIRE
- Mobile Navigation mit Ortung und digitalen Karten mit Mobile APIs (auf Android oder iOS)
- Satellitengestützte Navigation und Bestimmung von Lagekoordinaten (GNSS) und damit verbunden die digitale Datenerfassung im Gelände mittels GNSS-Aufzeichnung oder Theodolit
- Die Verarbeitung und Erzeugung von Fernerkundungsdaten wie optische Satellitenaufnahmen, photogrammetrische Aufnahmen oder Laserscanaufnahmen